# Provincia de Tenerife (Magdalena)
La provincia de Tenerife fue una de los primigenias provincias del Estado Soberano del Magdalena (Colombia). Fue creada por medio de la ley del 21 de noviembre de 1857 y transformada en departamento en 1864. Tuvo por cabecera a la ciudad de El Piñón.